# 히든미식로드 - 뚜벅이 맛총사
히든미식로드 - 뚜벅이 맛총사는 채널S와 라이프타임채널이 공동으로 제작한 예능 프로그램이다.

## 출연자
- 권율
- 윤두준
- 이서준